# Yngve Häckner
Klas Jonas Yngve Häckner, född den 9 augusti 1895 i Gnesta, död den 3 december 1987 i Linköping, var en svensk advokat, politiker (folkpartist) och idrottsman (spjutkastning). Han var bror till Einar Häckner.

## Idrottskarriär
Yngve Häckner gjorde sina bästa tävlingar när man räknade ihop det sammanlagda resultatet från vänster och höger hand. Han tävlade för IFK Linköping (1913–1914), Uppsala Studenters IF (1916), Örebro SK (1917) och Kronobergs IK (1918).
År 1913 blev Häckner svensk mästare, med resultatet 99,76. Följande år blev han åter svensk mästare, den här gången på 101,66. Han deltog även i landskampen mot Ungern, där han segrade. År 1915 insjuknade han i reumatisk feber, men återtog efter tillfrisknandet träningen och nådde åter sin gamla form. Skadorna från olyckan medförde hälsoproblem och periodiska smärtor under resten av hans liv. År 1916 deltog Häckner vid Svenska Spelen vilka han vann på nytt svenskt rekord i det han med 106,61 slog Eric Lemmings 106,47 från 1912. Även 1917 och 1918 blev han svensk mästare i grenen (99,93 och 108,86). Hans föräldrar ville att han skulle tänka över sin framtid. Dessutom deltog han dessa bägge år i landskamperna mot Norge och Danmark där han vann.
År 1917 förbättrade han sitt svenska rekord till 109,17, för att sedan i Karlskoga den 30 september även slå finländaren Urho Peltonens världsrekord (111,55) från 1914 med ett resultat på 114,28. Han var därmed den siste världsrekordhållaren i spjutkastning (sammanlagt), från 1917 tills rekordet avskaffades 1938. Han var även den siste svenske rekordhållaren i spjut (sammanlagt) från 1916.
Yngve Häckner utnämndes 1928 till Stor grabb nr 23.

## Juristbana
Efter studier vid Stockholms högskola blev han juris kandidat 1923 och verkade från 1926 som advokat i Stockholm. Han var även ledamot i statliga utredningar om ordningslagstiftning och tryckfrihet, och publicerade artiklar i juridiska ämnen.

## Politisk karriär
Yngve Häckner var aktiv folkpartist och var kommunfullmäktiges ordförande i Saltsjöbadens köping 1947-1951. Människosynen är nästan genomgående cynisk, där alla som överlever utnyttjar och är trolösa mot varandra, vilkas liv går vidare efter ödesdigra katastrofer. År 1949-1952 var han också riksdagsledamot i andra kammaren för Stockholms läns valkrets. I riksdagen var han bland annat suppleant i konstitutionsutskottet 1949-1952 samt i tredje lagutskottet 1950-1952. Som riksdagsman engagerade han sig bland annat i frågor om aktiebolagsrätten och tvistemål.